# Napu
Napu is een bestuurslaag in het regentschap Oost-Soemba van de provincie Oost-Nusa Tenggara, Indonesië. Napu telt 809 inwoners (volkstelling 2010).